# Erik Strandmark
Erik Alfred Strandmark, född 14 september 1919 i Storvik, Ovansjö församling, Gästrikland, död 5 januari 1963 i Port of Spain på Trinidad, var en svensk skådespelare, regissör och manusförfattare.

## Biografi
Strandmark studerade vid Dramatens elevskola 1938–1941, efter studierna kom han mest att arbeta med film. Han gjorde några scenframträdanden i gästroller på bland annat Malmö stadsteater och Dramaten. Han filmdebuterade i Lauritz Falks Lev farligt (1944), och kom att medverka i drygt 50 film- och TV-produktioner. Han tillhörde den första fasta ensemblen vid TV-teatern.
Inte sällan kunde Strandmark växla mellan komik och svårmod, såsom är fallet när han gör sin gestaltning av Carlsson, en av de ledande rollerna i Arne Mattsons färgfilm Hemsöborna. Strandmarks samspel mot Hjördis Pettersons madam Flood är ett av de mest minnesvärda inslagen i filmen.
Strandmark kunde också vara övertygande i biroller. I Nattbarn gjorde han således ett skarpt utmejslat porträtt av en gangsterchef. Och i Seger i mörker, som handlar om AGA-chefen och nobelpristagaren Gustaf Dalén, gjorde han en av sina mest pregnanta biroller. Det är ett gripande porträtt av en arbetare, som undrar om det går att skänka sina ögon till nobelpristagaren, som blivit blind efter en sprängolycka.
Sin kanske främsta roll inom TV-teaterns ram gjorde han som kapten Queeg i dramat Myteriet på Caine.
Strandmark omkom i en flygolycka på Trinidad och var vid dödsfallet kyrkobokförd i Storkyrkoförsamlingen, Gamla Stan, Stockholms stad. Han var gift med Ena Bernadine Strandmark (1924–2019) från Trinidad sedan 1948 och hade två döttrar, Katarina och Erika.

## Filmografi (urval)
- 1944 – Den osynliga muren
- 1944 – Vi behöver varann
- 1952 – Ubåt 39
- 1953 – I dimma dold
- 1953 – Vägen till Klockrike
- 1953 – Fartfeber
- 1953 – Gycklarnas afton
- 1954 – Karin Månsdotter
- 1954 – Seger i mörker
- 1954 – Salka Valka
- 1955 – Hemsöborna
- 1955 – Kärlek på turné
- 1955 – Vildfåglar
- 1956 – Sceningång
- 1956 – Nattbarn
- 1956 – Lille Fridolf och jag
- 1956 – Tarps Elin
- 1956 – Den hårda leken
- 1956 – Flickan i frack
- 1956 – Kulla-Gulla
- 1957 – Blondin i fara
- 1957 – Prästen i Uddarbo
- 1957 – Mästerdetektiven Blomkvist lever farligt
- 1957 – Vägen genom Skå
- 1957 – Nattens ljus
- 1957 – Det sjunde inseglet
- 1957 – Möten i skymningen
- 1958 – Kvinna i leopard
- 1958 – Vi på Väddö
- 1959 – Med mord i bagaget
- 1959 – Den inbillade sjuke
- 1959 – Sköna Susanna och gubbarna
- 1960 – Myteriet på Caine
- 1960 – Spökhotellet

## Regi
- 1959 – Sköna Susanna och gubbarna
- 1959 – Skuggornas klubb

## Filmmanus
- 1959 – Sköna Susanna och gubbarna

## Teater

### Roller
| År   | Roll                                     | Produktion                                                  | Regi                            | Teater                   |
| ---- | ---------------------------------------- | ----------------------------------------------------------- | ------------------------------- | ------------------------ |
| 1940 | Stenkol                                  | Mycket väsen för ingenting William Shakespeare              | Alf Sjöberg                     | Dramaten                 |
| 1940 | Ed Carmichael                            | Koppla av Moss Hart                                         | Carlo Keil-Möller               | Dramaten                 |
| 1940 |                                          | Diana går på jakt (French Without Tears) Terence Rattigan   | Stig Torsslow                   | Nya Teatern              |
| 1940 | Livmedikus                               | Den lilla hovkonserten Toni Impekoven och Paul Verhoeven    | Rune Carlsten                   | Dramaten                 |
| 1941 | En portvakt                              | Vi skiljas Victorien Sardou och Émile de Najac              | Alf Sjöberg                     | Dramaten                 |
| 1941 | George Gorell                            | Lycklig resa! Samson Raphaelson                             | Rudolf Wendbladh                | Helsingborgs stadsteater |
| 1941 | Anton Steinberg                          | Christina August Strindberg                                 | Rudolf Wendbladh                | Helsingborgs stadsteater |
| 1941 | Saladin Sinbad En främmande man          | Aladdin Adam Oehlenschläger                                 | Herman Ahlsell Rudolf Wendbladh | Helsingborgs stadsteater |
| 1941 | Främlingen                               | Kungl. Logen Karl Farkas och Hans Lang                      | Rudolf Wendbladh                | Helsingborgs stadsteater |
| 1942 | Kurre Östberg                            | Som folk är mest. En stockholmshistoria Herbert Grevenius   | Albert Nycop                    | Helsingborgs stadsteater |
| 1943 | Kanslisten                               | I evighet amen (In Ewigkeit Amen) Anton Wildgans            | Per-Axel Branner                | Nya teatern              |
| 1943 | Tony Dennison                            | Sex i elden (Out of the Frying Pan) Francis Swann           | Per-Axel Branner                | Nya Teatern              |
| 1943 | Obersturmführer Hahn                     | Om ett folk vill leva (Hvis et folk vil leve) Axel Kielland | Per-Axel Branner                | Nya Teatern              |
| 1943 | Medvedjenko                              | Måsen (Чайка, Tjajka) Anton Tjechov                         | Per-Axel Branner                | Nya Teatern              |
| 1944 | Medverkande                              | Tredje taggen, revy Staffan Tjerneld                        | Per-Axel Branner                | Nya Teatern              |
| 1944 | Pastor John Bagshot                      | Ja och nej (Yes and No) Kenneth Horne                       | Per-Axel Branner                | Nya Teatern              |
| 1944 | Acaste                                   | Misantropen (Le misanthrope) Molière                        | Sam Besekow                     | Nya Teatern              |
| 1945 | Saint-Gaudens                            | Kameliadamen (La Dame aux camélias) Alexandre Dumas d.y.    | Per-Axel Branner                | Nya Teatern              |
| 1945 | Lov Bensey                               | Tobaksvägen (Tobacco Road) Jack Kirkland                    | Per-Axel Branner                | Nya Teatern              |
| 1946 |                                          | Kleptomani och gröna skogar Sune Bergström och Einar Molin  | Bengt Ekerot                    | Vasateatern              |
| 1947 |                                          | Tjuvarnas bal Jean Anouilh                                  | Bengt Ekerot                    | Malmö stadsteater        |
| 1947 |                                          | Lycko-Pers resa August Strindberg                           | Gösta Folke                     | Malmö stadsteater        |
| 1948 |                                          | Köpmannen i Venedig William Shakespeare                     | Olof Molander                   | Malmö stadsteater        |
| 1948 |                                          | Kalifens son Axel Strindberg                                | Gösta Folke                     | Malmö stadsteater        |
| 1948 |                                          | En skugga Hjalmar Bergman                                   | Bengt Ekerot                    | Malmö stadsteater        |
| 1948 |                                          | Vår lilla stad Thornton Wilder                              | Gösta Folke                     | Malmö stadsteater        |
| 1948 |                                          | Streber Stig Dagerman                                       | Bengt Ekerot                    | Malmö stadsteater        |
| 1948 |                                          | Lycko-Pers resa August Strindberg                           | Gösta Folke                     | Malmö Stadsteater        |
| 1948 |                                          | Drömmarnas berg Maxwell Anderson                            | Gösta Folke                     | Malmö stadsteater        |
| 1949 |                                          | Gustav Vasa August Strindberg                               | Gösta Folke                     | Malmö stadsteater        |
| 1949 |                                          | Yerma Federico Garcia Lorca                                 | Bengt Ekerot                    | Malmö stadsteater        |
| 1949 |                                          | Linje lusta Tennessee Williams                              | Stig Torsslow                   | Malmö stadsteater        |
| 1949 |                                          | Bröllopet på Seine Marcel Achard                            | Gösta Folke                     | Malmö stadsteater        |
| 1949 |                                          | Hans nåds testamente Hjalmar Bergman                        | Stig Torsslow                   | Malmö stadsteater        |
| 1949 |                                          | Avgrunden Silvio Giovaninetti                               |                                 | Malmö stadsteater        |
| 1950 |                                          | Tre systrar Anton Tjechov                                   | Bengt Ekerot                    | Malmö stadsteater        |
| 1950 |                                          | Lunchrasten Herbert Grevenius                               | Gösta Folke                     | Malmö stadsteater        |
| 1950 | Peder Welamson, Göran Perssons systerson | Erik XIV August Strindberg                                  | Alf Sjöberg                     | Dramaten                 |
| 1951 | Thomas Mendip, en avskedad soldat        | Kvinnan bör inte brännas Christopher Fry                    | Alf Sjöberg                     | Dramaten                 |
| 1951 | Simon Angus                              | Simon trollkarlen Tore Zetterholm                           | Arne Ragneborn                  | Dramaten                 |
| 1952 | Lukas Luderkratta, stadsvakt Den blinde  | De vises sten Pär Lagerkvist                                | Alf Sjöberg                     | Dramaten                 |
| 1958 | Medverkande                              | Spetsbyxor, vaudeville P.A. Henriksson                      | Nils Poppe                      | Idéonteatern             |

## Radioteater

### Roller
| År   | Roll                         | Produktion                                        | Regi            |
| ---- | ---------------------------- | ------------------------------------------------- | --------------- |
| 1952 | Droskägare Sture Sjögren     | Hillmans semester: Liten tuva... Folke Mellvig    | Lars Madsén     |
| 1953 | Freddy Sjöström              | Hillmans bästa: Naturlig död? Folke Mellvig       | Lars Madsén     |
| 1953 | Freddy Sjöström              | Hillmans detektivbyrå: Vattengraven Folke Mellvig | Lars Madsén     |
| 1959 | Prisipkin                    | Vägglusen Vladimir Majakovskij                    | Staffan Aspelin |
| 1960 | Grigorij Vassilij Groholskij | Han som sålde sin fru David Tutaev                | Staffan Aspelin |

### Fotnoter
1. ↑  O. R-t. (27 juni 1940). ”Teater Musik Film: Ny Diana”. Dagens Nyheter:  s. 9. https://arkivet.dn.se/tidning/1940-06-27/172/9. Läst 8 mars 2025.
2. ↑  ”Teater Musik Film: 'Som folk är mest' i Hälsingborg”. Dagens Nyheter:  s. 10. 18 september 1942. https://arkivet.dn.se/tidning/1942-09-18/253/10. Läst 6 november 2021.
3. ↑  ”Tysk rapsodi”. Dagens Nyheter:  s. 9. 13 maj 1943. http://arkivet.dn.se/tidning/1943-05-13/128/9. Läst 15 mars 2017.
4. ↑  ”I evighet amen”. Musik- och Teaterbiblioteket. https://calmview.musikverk.se/CalmView/Record.aspx?src=CalmView.Performance&id=PERF13994&pos=960. Läst 12 mars 2025.
5. ↑  ”I evighet amen”. Musik- och Teaterbiblioteket. https://calmview.musikverk.se/CalmView/Record.aspx?src=CalmView.Performance&id=PERF13994&pos=960. Läst 12 mars 2025.
6. ↑  Oscar Rydqvist (26 maj 1943). ”'Sex i elden' på Nya teatern”. Dagens Nyheter:  s. 10. https://arkivet.dn.se/tidning/1943-05-26/141/10. Läst 12 mars 2025.
7. ↑  ”Om ett folk vill leva”. Musik- och Teaterbiblioteket. https://calmview.musikverk.se/CalmView/Record.aspx?src=CalmView.Performance&id=PERF13996&pos=962. Läst 12 mars 2025.
8. ↑  ”Måsen”. Musik- och Teaterbiblioteket. https://calmview.musikverk.se/CalmView/Record.aspx?src=CalmView.Performance&id=PERF13999&pos=964. Läst 12 mars 2025.
9. ↑  ”Tredje Taggen”. Musik- och Teaterbiblioteket. https://calmview.musikverk.se/CalmView/Record.aspx?src=CalmView.Performance&id=PERF14000&pos=965. Läst 14 mars 2025.
10. ↑  ”Ja och nej”. Musik- och Teaterbiblioteket. https://calmview.musikverk.se/CalmView/Record.aspx?src=CalmView.Performance&id=PERF14001&pos=966. Läst 14 mars 2025.
11. ↑  Sten af Geijerstam (3 september 1944). ”Teater Musik Film: 'Ja och nej' på Nya Teatern”. Dagens Nyheter:  s. 14. https://arkivet.dn.se/tidning/1944-09-03/11161-239/14. Läst 14 mars 2025.
12. ↑  ”Misantropen”. Musik- och Teaterbiblioteket. https://calmview.musikverk.se/CalmView/Record.aspx?src=CalmView.Performance&id=PERF14002&pos=967. Läst 14 mars 2025.
13. ↑  Sten af Geijerstam (8 oktober 1944). ”Tre teaterpremiärer”. Dagens Nyheter:  s. 22. https://arkivet.dn.se/tidning/1944-10-08/11161-274/22. Läst 14 mars 2025.
14. ↑  ”Kameliadamen”. Musik- och Teaterbiblioteket. https://calmview.musikverk.se/CalmView/Record.aspx?src=CalmView.Performance&id=PERF14005&pos=970. Läst 15 mars 2025.
15. ↑  ”Tobaksvägen”. Musik- och Teaterbiblioteket. https://calmview.musikverk.se/CalmView/Record.aspx?src=CalmView.Performance&id=PERF14006&pos=971. Läst 15 mars 2025.
16. ↑  Sten af Geijerstam (15 april 1945). ”Vitt proleatriat på Nyan, Caldwells 'Tobaksvägen'”. Dagens Nyheter:  s. 15. https://arkivet.dn.se/tidning/1945-04-15/11161-100/15. Läst 15 mars 2025.
17. ↑  ”Teater Musik Film”. Dagens Nyheter:  s. 11. 29 maj 1946. http://arkivet.dn.se/arkivet/tidning/1946-05-29/145/11. Läst 5 maj 2016.
18. ↑  ”Radioprogrammet”. Dagens Nyheter:  s. 20. 6 september 1952. https://arkivet.dn.se/tidning/1952-09-06/242/20. Läst 19 december 2021.
19. ↑  ”Radioprogrammet”. Dagens Nyheter:  s. 22. 30 maj 1953. https://arkivet.dn.se/tidning/1953-05-30/143/22. Läst 19 december 2021.
20. ↑  ”Radioprogrammet”. Dagens Nyheter:  s. 30. 28 november 1953. https://arkivet.dn.se/tidning/1953-11-28/323/30. Läst 19 december 2021.
21. ↑  ”Radioprogrammet”. Dagens Nyheter:  s. 38. 15 januari 1959. http://arkivet.dn.se/arkivet/tidning/1959-01-15/13/37. Läst 18 mars 2016.
22. ↑  ”Radioprogrammet”. Dagens Nyheter:  s. 47. 29 september 1960. http://arkivet.dn.se/arkivet/tidning/1960-09-29/265/47. Läst 18 mars 2016.